# Henning Scheunemann
Henning Scheunemann (* um 1570 in Halberstadt; † um 1615) war ein deutscher Arzt und Alchemist.

## Leben
Geboren um 1570 in Halberstadt, studierte Scheunemann ab 1586 in Würzburg und wurde dort 1594 unter Adriaan van Roomen (Adrianus Romanus) zum Doktor der Medizin promoviert. Ab 1599 lehrte er Physik am Collegium Ernestinum in Bamberg, wo er 1601 zum Leibarzt des Fürstbischofs Johann Philipp von Gebsattel berufen wurde. Seine Bestallung wurde jedoch 1610 unter dessen Nachfolger nicht verlängert. Scheunemann wandte sich daraufhin nach Aschersleben, wo er das Amt eines Stadtarztes bekleidet zu haben scheint. Vermutlich hier in Aschersleben starb er auch um das Jahr 1615.

## Bedeutung
Obwohl Scheunemann heute seitens der Forschung keine große Aufmerksamkeit genießt, wurde er von seinen Zeitgenossen als wichtiger Vertreter einer paracelsischen Medizin angesehen. Einschlägig ist hier vor allem sein postum erschienenes theoretisches Hauptwerk Medicina reformata. Scheunemann stand in Kontakt mit den Alchemisten Heinrich Khunrath und Johann Thölde. 1613 veröffentlichte er eine Analyse des „St.-Annen-Brunnens“ bei Zwönitz im Erzgebirge.

## Werke (Auswahl)
- Paracelsia ... de morbo mercuriali contagioso, Bamberg 1608
- Paracelsia ... de morbo sulphureo cagastrico, Frankfurt am Main 1610
- Hydromantia Paracelsica, Frankfurt am Main 1613
- Medicina reformata, Frankfurt am Main 1617
- Spagyrische Geheimnüsse, in: Andreas Tentzel, Chymisch-spagyrische Artzney-Kunst, Frankfurt und Leipzig 1736, 329ff.